# Koyakhai
El Koyakhai és un riu d'Orissa, a l'Índia, un braç deltaic del Mahanadi que es bifurca del riu principal a l'altra banda de Cuttack i es divideix en nombroses branques i finalment desaigua a la badia de Bengala o cap al llac Chilka amb els noms de Kusbhadra, Bhargavi i Daya.